# عتق
عتق (به عربی: عتق) از شهرهای استان شبوه و مرکز این استان، در کشور یمن است که در سرشماری سال ۲۰۰۵ میلادی، ۱۹٫۶۸۱ نفر جمعیت داشته است.